# Flughafen Dresden
Luchthaven Dresden, sinds 2008 Dresden International, (IATA: DRS, ICAO: EDDC), is de internationale luchthaven van Dresden. Het is gelegen in Klotzsche, een wijk van Dresden, 9 km ten noorden van het stadscentrum. Sinds september 2008 is de officiële benaming Dresden International Airport.
In 2008 had de luchthaven 1.860.364 passagiers te verwerken, een stijging van 0,3% ten opzichte van het voorgaande jaar en een record voor de luchthaven. In hetzelfde jaar stegen en daalden er 36.968 vliegtuigen op luchthaven Dresden, een stijging van 2,3% ten opzichte van het voorgaande jaar.
Luchthaven Dresden is de thuisbasis van EADS EFW, een onderdeel van EADS. Lufthansa Airport Services Dresden GmbH (LASD), een dochteronderneming van Lufthansa, verzorgt de service op de luchthaven.

## Geschiedenis
De luchthaven werd geopend voor het commerciële luchtverkeer op 11 juli 1935.
De luchthaven is opgericht als een commerciële luchthaven, de luchthaven groeide echter steeds meer uit tot een militaire luchthaven. Tijdens de Tweede Wereldoorlog werd het uitsluitend gebruikt voor militaire doeleinden. Een luchtbrug tussen de luchthaven en Breslau werd opgericht om Duitse troepen te ondersteunen tijdens het Beleg van Breslau in het voorjaar van 1945. Pogingen tot het vernietigen van gebouwen en apparatuur voordat de geallieerde troepen Dresden zouden innemen is mislukt vanwege de weerstand van de werknemers op de luchthaven.
Tijdens de daarop volgende jaren werd de luchthaven gebruikt als opleidingscentrum voor het Sovjet-leger. Het werd heropend voor commercieel luchtverkeer op 16 juni 1957. In 1959 werd het internationale luchtverkeer hervat, voornamelijk naar de landen in het Oostblok.
Na de Duitse hereniging werd de luchthaven uitgebreid en vluchten naar West-Europese hoofdsteden werden hervat. Het luchtverkeer verzevenvoudigde in de eerste helft van de jaren 1990 en een tweede terminal werd geopend in 1995.
In 2001 werd de terminal gerenoveerd.

## Galerij

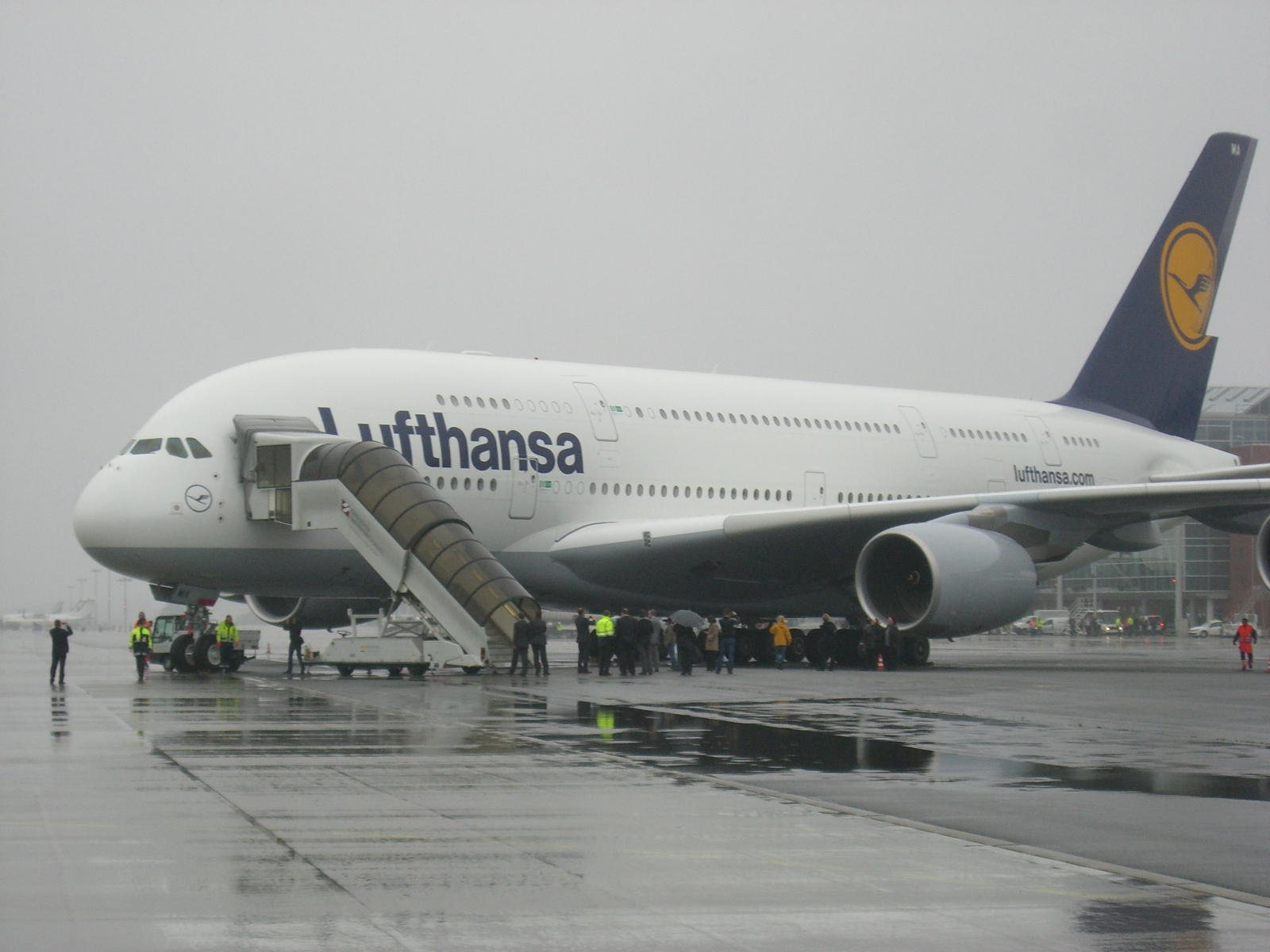
Een Airbus A380 op luchthaven Dresden
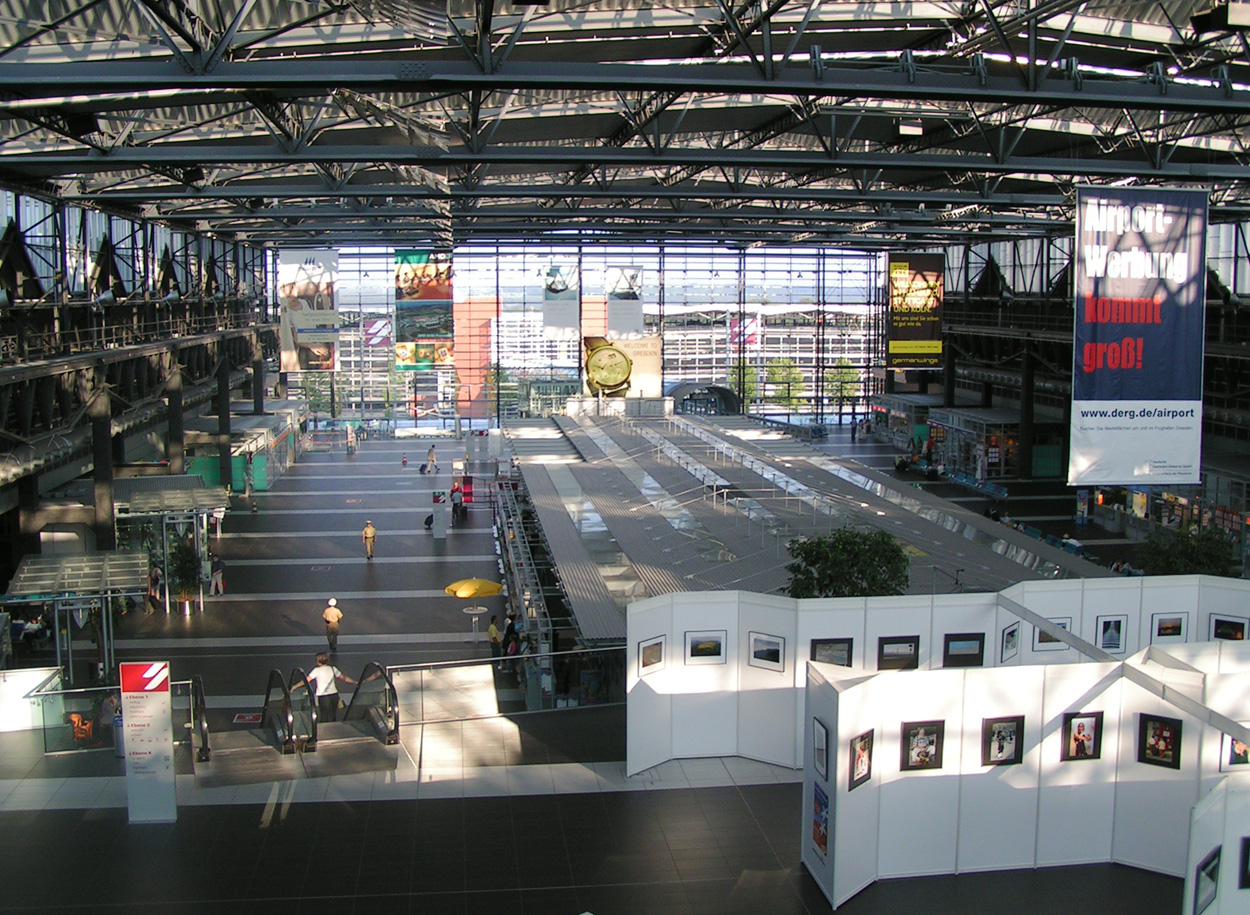
De terminal van luchthaven Dresden
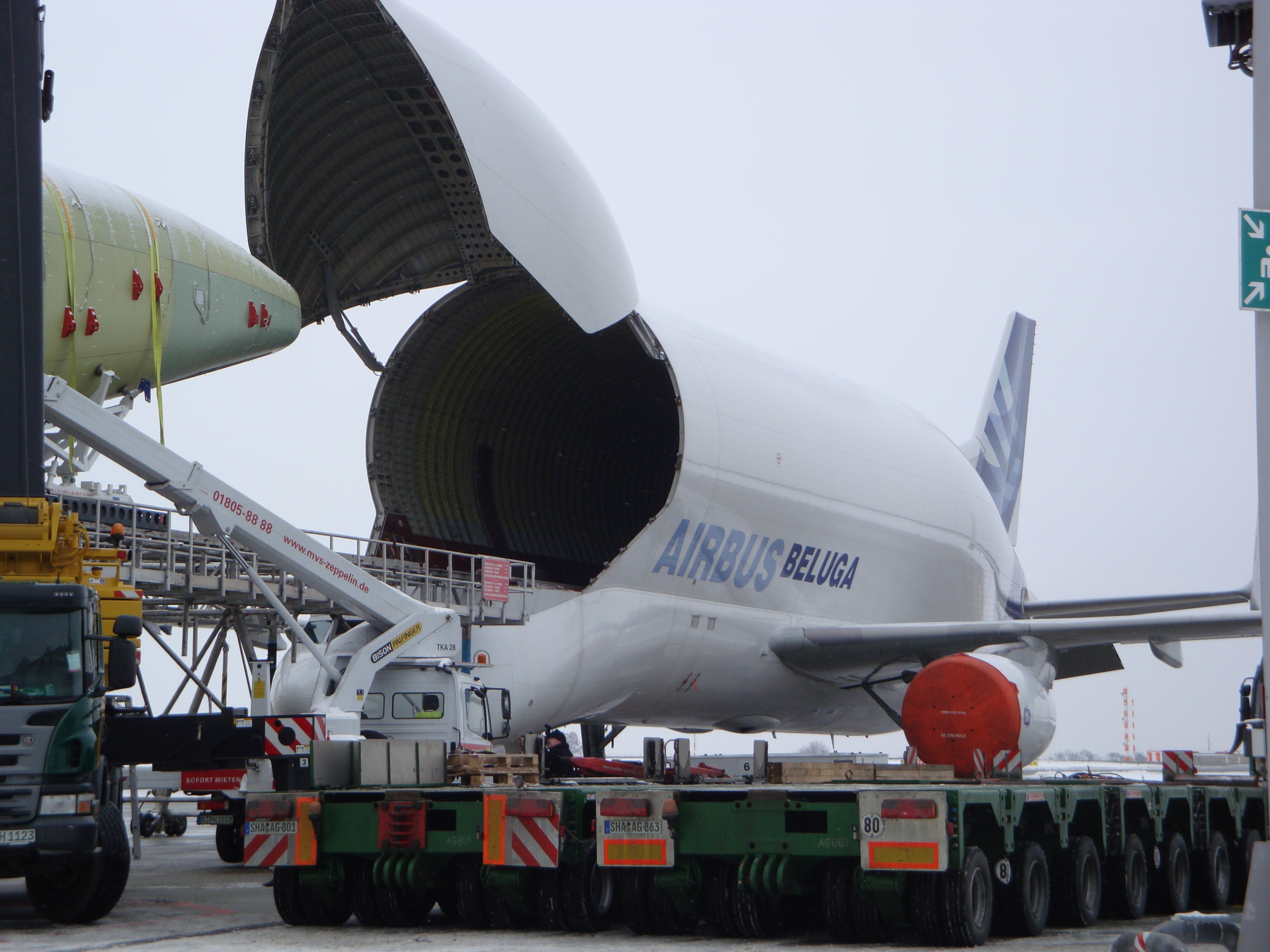
Een Airbus Beluga op luchthaven Dresden